# Roswietha Zobelt
Roswietha Zobelt (* 24. November 1954 in Rittersgrün als Roswietha Reichel) ist eine ehemalige Ruderin aus der DDR. Sie war zweifache Olympiasiegerin und vierfache Weltmeisterin.
Aufgewachsen im Erzgebirge betrieb Zobelt zuerst Wintersport und Leichtathletik. Wegen ihrer Körpergröße wurde sie 1970 für den Rudersport entdeckt. Die 1,88 m große Athletin trat für die SG Einheit Potsdam an und wurde von Barbara Müller trainiert. 1972 siegte sie bei der Spartakiade im Achter und im Doppelvierer. 1973 gewann sie mit dem Doppelvierer ihren ersten Meistertitel der DDR und wurde Europameisterin. 1974 und 1975 wurde sie Weltmeisterin.
Bei den Olympischen Spielen 1976 in Montreal gewann Zobelt gemeinsam mit Jutta Lau, Viola Poley, Anke Borchmann und Steuerfrau Liane Weigelt olympisches Gold im Doppelvierer. 1977 siegte sie bei den Weltmeisterschaften zusammen mit Anke Borchmann im Doppelzweier. Nachdem der Doppelzweier mit Anke Borchmann bei den Ruder-Weltmeisterschaften nur den sechsten Platz belegt hatte, kehrte Zobelt in den Doppelvierer zurück und wurde 1979 mit diesem Boot wieder Weltmeisterin.
Zobelt beschloss ihre Karriere mit dem zweiten Olympiasieg im Doppelvierer bei den Olympischen Spielen 1980 zusammen mit Jutta Ploch, Jutta Lau, Sybille Reinhardt und Liane Buhr-Weigelt. Nach ihrer Karriere kehrte sie zusammen mit ihrem Ehemann, dem Ruderer Gunter Zobelt (1955–2021), ins Erzgebirge zurück und arbeitete als Physiotherapeutin. Die Bobpilotin Stephanie Schneider ist Zobelts Nichte.

## Auszeichnungen (Auswahl)
- 1976 – Vaterländischer Verdienstorden in Silber[1]
- 1980 – Vaterländischer Verdienstorden in Gold